# Калинкино (Промишленнівський округ)
Кали́нкино (рос. Калинкино) — присілок у складі Промишленнівського округу Кемеровської області, Росія.

## Населення
Населення — 719 осіб (2010; 748 у 2002).
Національний склад (станом на 2002 рік):
- росіяни — 94 %